# أولاسكار دوتا
كان أولاسكار دوتا (بالإنجليزية: Ullaskar Dutta)‏، (16 أبريل 1885 - 17 مايو 1965) ثوريًا هنديًا مرتبطًا بأنوشيلان ساميتي وجوجانتار من البنغال وكان قريبًا من باريندرا ناث غوش.

## أنشطة ثورية
كان أولاسكار عضوًا في حزب جوجانتور Jugantar وأصبح خبيرًا في صنع القنابل. استخدم خوديرام بوس قنبلة صنعها أولاسكار و هيم شاندرا داس في محاولة لقتل القاضي الموقر، كينغسفورد.

## روابط خارجية
- Litu، Shekh Muhammad Sayed Ullah (2012). "Datta, Ullaskar". في Islam، Sirajul؛ Jamal، Ahmed A. (المحررون). Banglapedia: National Encyclopedia of Bangladesh (ط. Second). Asiatic Society of Bangladesh.
- موقع السجن الخلوي